# NGC 5688
NGC 5688 је спирална галаксија у сазвежђу Вук која се налази на NGC листи објеката дубоког неба.
Деклинација објекта је - 45° 1' 7" а ректасцензија 14h 39m 35,1s. Привидна величина (магнитуда) објекта NGC 5688 износи 11,9 а фотографска магнитуда 12,6. Налази се на удаљености од 37,652 милиона парсека од Сунца. NGC 5688 је још познат и под ознакама ESO 272-22, MCG -7-30-4, AM 1436-444, IRAS 14363-4448, PGC 52381.